# Joshua Brard
Joshua Brard (Dordrecht, 14 mei 1986) is een voormalig Nederlands profvoetballer.
Brard groeide op in Hendrik-Ido-Ambacht en begon met voetballen bij ASWH, maar woonde ook enige tijd in Japan. Zijn vader Stanley Brard, voormalig profvoetballer van onder meer Feyenoord (1976-1986) werkte daar toen. Terug in Nederland tekende Brard een contract bij Sparta maar zat enkel een aantal keren op de reservebank. In de zomer van 2006 nam TOP Oss Brard over van Sparta. Daar debuteerde hij in het betaald voetbal en kwam hij uiteindelijk tot elf wedstrijden. Zijn contract werd niet verlengd, waarmee zijn profloopbaan ten einde kwam. Na een stage in Japan ging hij uiteindelijk nog spelen als amateur bij LRC Leerdam, ASWH, Capelle en SHO.